# 1927 en musique classique
| \| • Retour à la chronologie générale de la musique classique • \| |
| Grèce • Rome • Haut Moyen Âge • VIIIe siècle • IXe siècle • Xe siècle • XIe siècle XIIe siècle • XIIIe siècle • XIVe siècle • XVe siècle • XVIe siècle • XVIIe siècle XVIIIe siècle • XIXe siècle • XXe siècle • XXIe siècle |
| • Retour à la chronologie générale de la musique classique • |

| Années en musique classique : 1924 - 1925 - 1926 - 1927 - 1928 - 1929 - 1930    |
| Décennies en musique classique : 1890 - 1900 - 1910 - 1920 - 1930 - 1940 - 1950 |

## Événements

### Créations
- 8 janvier : Penthesilea, opéra de Othmar Schoeck, créé à Dresde.
- 10 février : Jonny spielt auf, opéra d'Ernst Křenek, créé à Leipzig.
- 21 février : Sophie Arnould, comédie lyrique de Gabriel Pierné, créée à l'Opéra-Comique.
- 5 avril : Madonna Imperia de Franco Alfano, d'après La Belle Impéria d'Honoré de Balzac, livret d'Arturo Rossato d'après un conte drolatique, opéra en 1 acte.
- 22 avril : la Symphonie no 1 en mi mineur de Roger Sessions, créée par Serge Koussevitzky et l'Orchestre symphonique de Boston.
- 5 mai : Concert pour petit orchestre d'Albert Roussel, créé par l'Orchestre des concerts Straram dirigé par Walther Straram.
- 6 mai : Trio pour flûte, clarinette et basson de Charles Koechlin, créé à la Société musicale indépendante.
- 30 mai : Sonate pour violon et piano de Ravel, créée par Georges Enesco et Maurice Ravel.
- 7 juin : Le Pas d'acier, ballet de Prokofiev, créé au Théâtre Sarah-Bernhardt sous la direction de Roger Désormière avec la chorégraphie de Léonid Massine.
- 1er juillet : Concerto pour piano no 1 de Bartók, créé à Francfort par le compositeur lui-même sous la direction de Wilhelm Furtwängler.
- 5 juillet : le Trio no 1 en ré mineur de Joaquín Turina, créé à la Sociedad Anglo-Hispana de Londres.
- 7 octobre : Le Miracle d'Héliane (Das Wunder der Heliane), opéra en 3 actes d'Erich Wolfgang Korngold, créé à Hambourg.
- 6 novembre : la Symphonie no 2 de Chostakovitch, créée par l'Orchestre philharmonique de Leningrad et le Chœur académique Capella, dirigés par Nicolaï Malko.
- 12 novembre : La campana sommersa, opéra d'Ottorino Respighi, créé au Stadttheater de Hambourg.
- 5 décembre : la Messe glagolitique de Leoš Janáček, créée à Prague sous la direction de Jaroslav Kvapil.
- 16 décembre : Le Pauvre Matelot, opéra de Darius Milhaud sur un livret de Jean Cocteau, créé à l'Opéra-Comique.
- 28 décembre : Antigone, tragédie musicale d'Arthur Honegger, créée au théâtre de la Monnaie à Bruxelles.

Date indéterminée
- Panathenaenzug, étude symphonique pour piano (main gauche) et orchestre de Richard Strauss.

### Autres

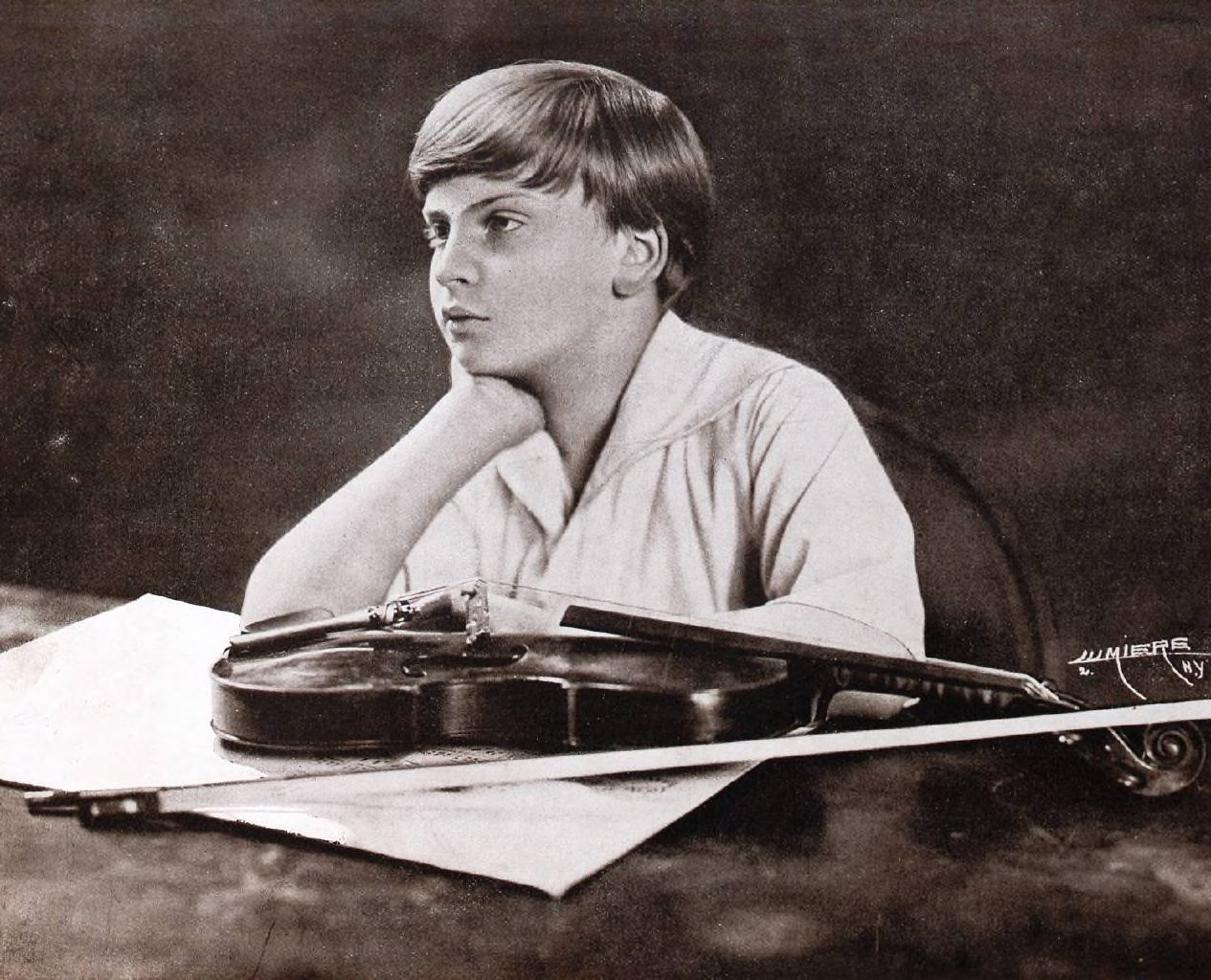
Yehudi Menuhin à 12 ans.

- 6 février : Yehudi Menuhin, enfant prodige. Le tout jeune violoniste américain d'origine russe donne son premier concert parisien salle Gaveau devant 1 500 personnes. L'orchestre des Concerts Lamoureux l'accompagne sous la direction de Paul Paray. À 11 ans, ce disciple d'Eugène Ysaye obtient un triomphe en jouant la Symphonie espagnole d'Édouard Lalo.
- 18 octobre : Concert inaugural de la salle Pleyel, à Paris.

#### Date indéterminée
- Fondation de la Maîtrise de garçons de Bâle.
- Fondation du trio d'anches de Paris.
- Fondation du Trio Pasquier.
- Fondation du Quatuor Curtis.
- Fondation du Quatuor Galimir.
- Fondation du Concours international de piano Frédéric-Chopin à Varsovie.
- Fondation de l'Orchestre symphonique de la radio finlandaise.
- Première interprétation publique intégrale de l'Art de la fugue de Bach dans l'orchestration de Wolfgang Graeser par Karl Straube.

## Prix
- Lev Oborine obtient le 1er prix de piano du Concours international de piano Frédéric-Chopin.

## Naissances

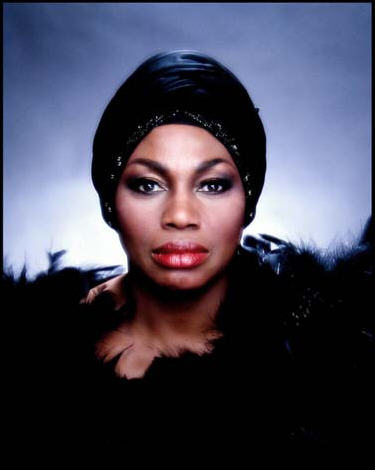
Leontyne Price

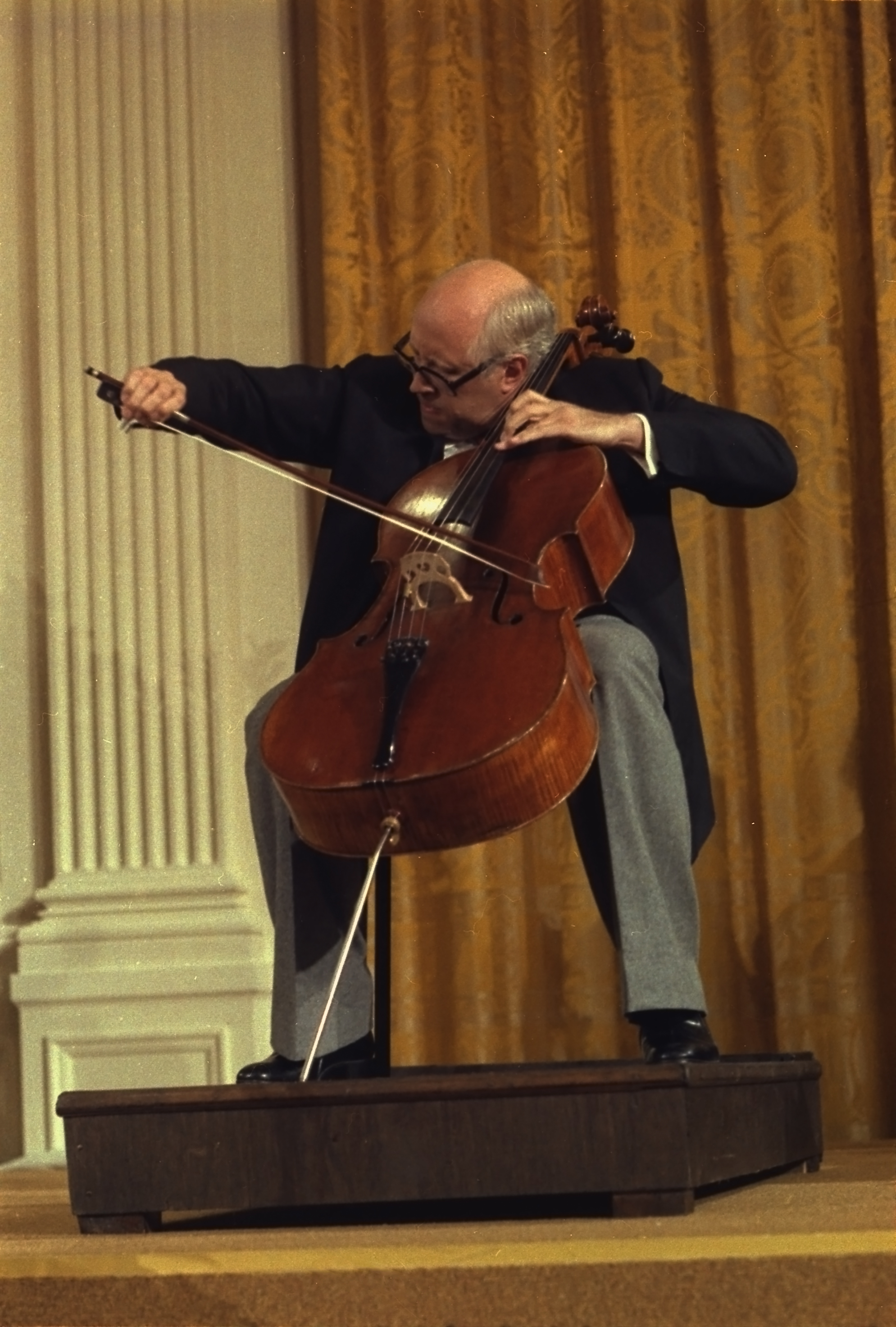
Mstislav Rostropovitch

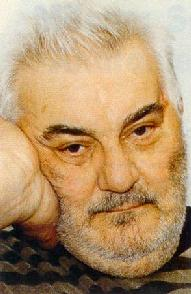
Franco Donatoni

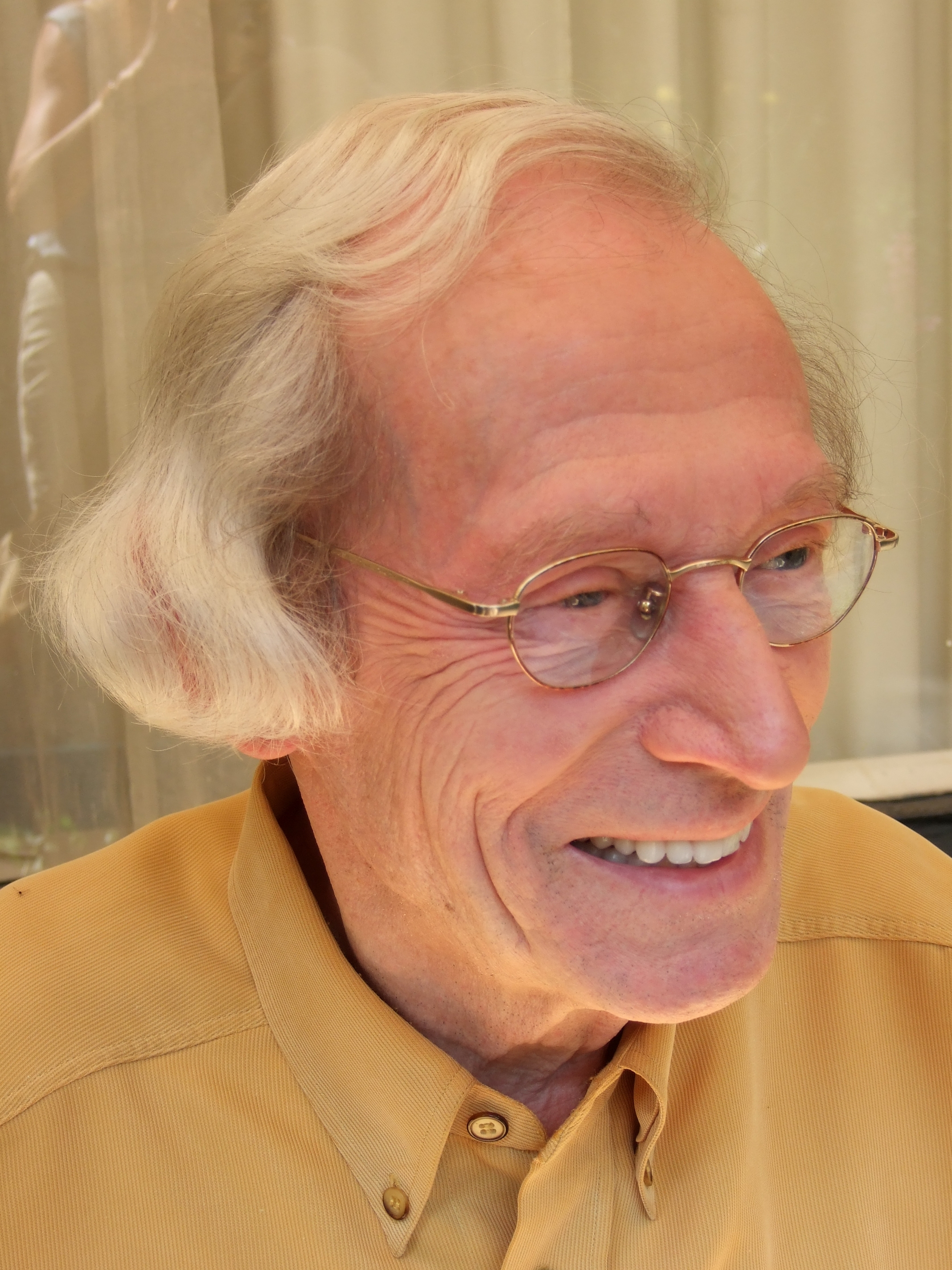
Piet Kee

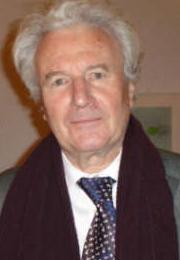
Colin Davis

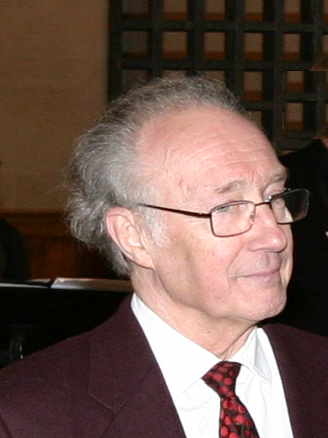
Guy Morançon

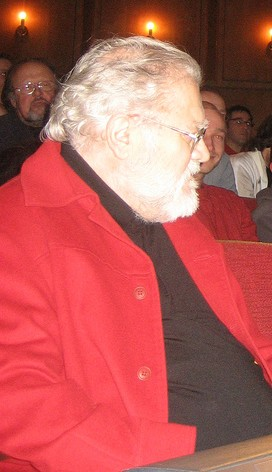
Pierre Henry

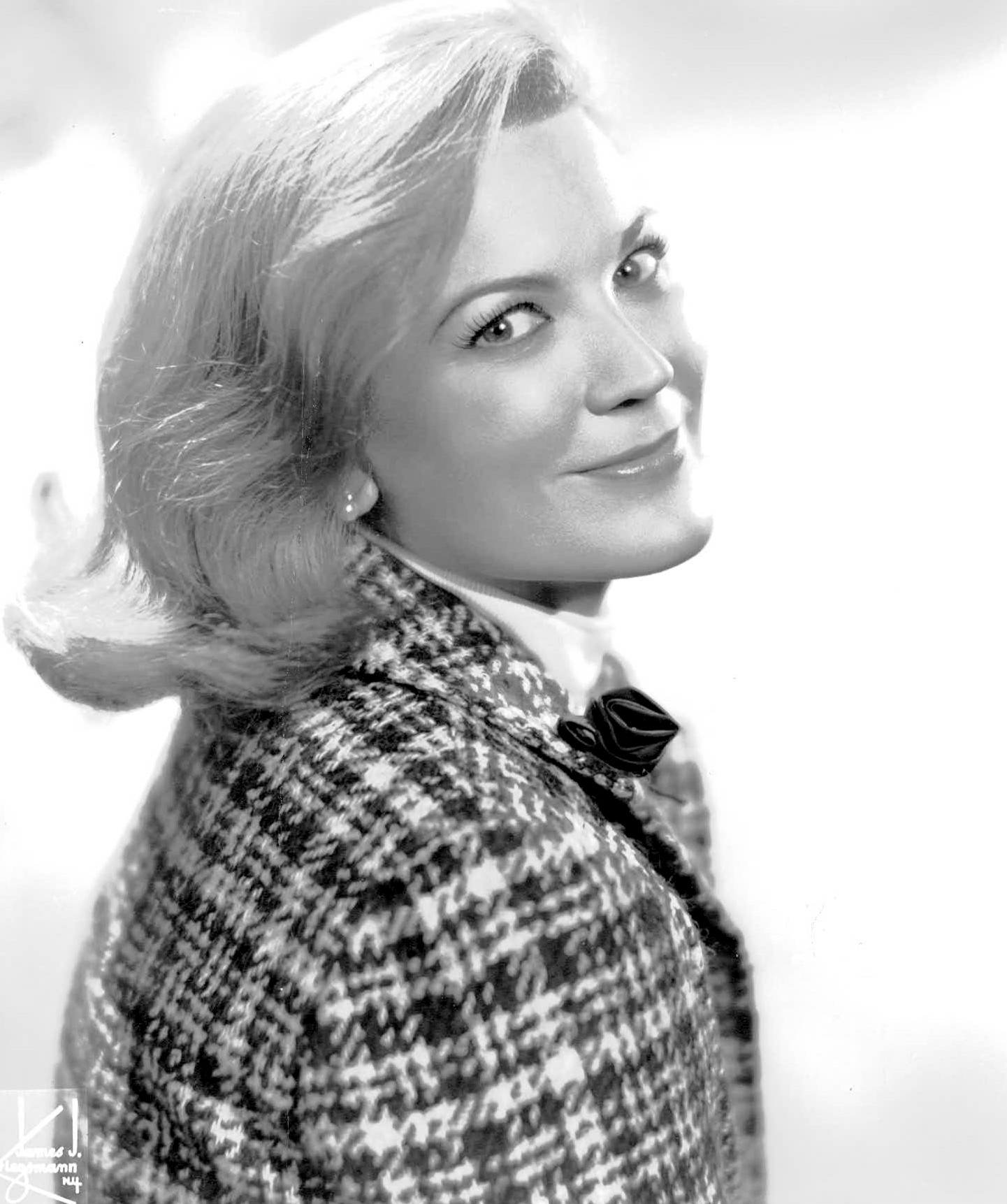
Teresa Stich-Randall

- 1er janvier : Ornella Volta, musicologue italienne († 16 août 2020).
- 12 janvier :
  - André Luy, organiste suisse († 6 avril 2005).
  - Salvatore Martirano, compositeur américain († 17 novembre 1995).
- 14 janvier : Zuzana Růžičková, claveciniste tchèque († 27 septembre 2017).
- 22 janvier : Ilja Bergh, compositeur et pianiste danois († 5 septembre 2015).
- 3 février : Claire Watson, soprano américaine († 16 juillet 1986).
- 10 février :
  - Leontyne Price, soprano américaine.
  - Brian Priestman, chef d'orchestre britannique († 18 avril 2014).
- 11 février : 
  - Ilse von Alpenheim, pianiste autrichienne.
  - Michel Sénéchal, chanteur classique français († 1er avril 2018).
- 21 février : Pierre Mercure, compositeur, réalisateur de télévision, bassoniste, administrateur canadien († 29 janvier 1966).
- 23 février : Régine Crespin, cantatrice française († 5 juillet 2007).
- 25 février : Jacques-Louis Monod, pianiste, chef d'orchestre et compositeur franco-américain († 21 septembre 2020).
- 28 février : Gérard Devos, harpiste et chef d'orchestre français.
- 1er mars : Lucine Amara, soprano américaine († 6 septembre 2024).
- 2 mars : Witold Szalonek, compositeur polonais († 12 octobre 2001).
- 6 mars : Norman Treigle, basse américaine († 16 février 1975).
- 13 mars : André Charlet, chef de chœur suisse († 24 février 2014).
- 15 mars : Aaron Rosand, violoniste américain († 9 juillet 2019).
- 20 mars : John Joubert, compositeur britannique († 7 janvier 2019).
- 21 mars : Stanislas Neuhaus, pianiste soviétique († 24 janvier 1980).
- 27 mars : Mstislav Rostropovitch, violoncelliste et chef d'orchestre russe († 27 avril 2007).
- 2 avril : Jerzy Katlewicz, chef d'orchestre et compositeur polonais († 16 novembre 2015).
- 7 avril : Pierre Vidal, organiste, compositeur et musicographe français († 5 février 2010).
- 10 avril : Luigi Alva, ténor péruvien († 15 mai 2025).
- 12 avril :
  - Thomas Hemsley, baryton britannique († 11 avril 2013).
  - Günther Leib, baryton allemand († 3 mars 2024).
- 17 avril : Graziella Sciutti, soprano italienne († 9 avril 2001).
- 21 avril :
  - Suzanne Sarroca, soprano française († 15 septembre 2023).
  - Robert Savoie, baryton-basse québécois, chanteur d'opéra, administrateur dans le domaine des arts et professeur de chant († 14 septembre 2007).
- 22 avril : Pascal Bentoiu, compositeur et musicologue roumain († 21 février 2016).
- 25 avril : Siegfried Palm, violoncelliste allemand († 6 juin 2005).
- 1er mai : Gary Bertini, chef d'orchestre israélien († 18 mars 2005).
- 2 mai : Gérald Gorgerat, compositeur et musicologue vaudois.
- 5 mai : Charles Rosen, pianiste et musicologue américain († 9 décembre 2012).
- 7 mai : Elisabeth Söderström, soprano suédoise († 20 novembre 2009).
- 14 mai : Seymour Lipkin, pianiste, chef d'orchestre et pédagogue américain.
- 16 mai : Paul Angerer, altiste, chef d’orchestre et compositeur autrichien († 26 juillet 2017).
- 19 mai : Wolfram Heicking, compositeur, musicologue et professeur allemand († 19 août 2023).
- 26 mai : Gerhard Kneifel, compositeur, arrangeur et chef d'orchestre allemand († 20 juin 1992).
- 30 mai : Glenn Watkins, professeur d'histoire de la musique et musicologue.
- 2 juin : André Vandernoot, chef d'orchestre belge († 6 novembre 1991).
- 9 juin : Franco Donatoni, compositeur italien († 17 août 2000).
- 25 juin : Serge Gut, musicologue français d'origine suisse († 31 mars 2014).
- 6 juillet : Tito Gotti, chef d’orchestre et musicologue italien († 11 mai 2024).
- 11 juillet : Herbert Blomstedt, chef d'orchestre suédois.
- 12 juillet : Françoys Bernier, pianiste, chef d'orchestre, réalisateur, administrateur et professeur québécois († 3 février 1993).
- 16 juillet : Serge Baudo, chef d'orchestre français.
- 17 juillet : Jean Casadesus, pianiste français († 20 janvier 1972).
- 18 juillet : Kurt Masur, chef d'orchestre allemand († 19 décembre 2015).
- 20 juillet : Michael Gielen, chef d'orchestre et compositeur autrichien († 8 mars 2019).
- 21 juillet : Brigitte Massin, musicologue et journaliste française († 5 octobre 2002).
- 31 juillet : Werner Felix, musicologue et historien de la musique allemand († 24 septembre 1998).
- 1er août : Denise Dupleix,  soprano française et professeure de chant († 28 avril 2025).
- 4 août : Jess Thomas, Heldentenor américain († 11 octobre 1993).
- 5 août : Gunnar Bucht, compositeur, professeur de musique, pianiste et musicologue suédois.
- 9 août : Jacques Boisgallais, compositeur français († 26 novembre 2021).
- 10 août : Geneviève Dinand, pianiste française († 14 novembre 1987).
- 11 août : Raymond Leppard, chef d'orchestre et claveciniste britannique († 22 octobre 2019).
- 15 août : René Klopfenstein, chef d'orchestre vaudois († 19 décembre 1984).
- 30 août : Piet Kee, compositeur et organiste néerlandais († 25 mai 2018).
- 2 septembre : Tzvi Avni, compositeur israélien.
- 3 septembre : Wayne Peterson, pianiste et compositeur américain († 7 avril 2021).
- 15 septembre : Erika Köth, soprano colorature allemande († 20 février 1989).
- 25 septembre : Colin Davis, chef d'orchestre britannique († 14 avril 2013).
- 27 septembre : Boris Porena, intellectuel, compositeur et spécialiste en didactique italien.
- 28 septembre : Naum Starkmann, pianiste russe († 20 juillet 2006).
- 6 octobre : Paul Badura-Skoda, pianiste autrichien († 25 septembre 2019).
- 16 octobre : Pierre Doukan, violoniste, compositeur et pédagogue français († 12 octobre 1995).
- 24 octobre : Renato de Grandis, compositeur et musicologue italien († 2 décembre 2008).
- 27 octobre :
  - Dominick Argento, compositeur américain d'opéra († 20 février 2019).
  - Bernard Parmegiani, compositeur français († 21 novembre 2013).
- 7 novembre : Jean Martin pianiste français († 7 octobre 2020).
- 8 novembre : József Karai, compositeur hongrois († 7 septembre 2013).
- 9 novembre : Maurice Moerlen, organiste français († 2 mai 2014).
- 10 novembre : Oriol Martorell, chef de chœur espagnol († 24 août 1996).
- 14 novembre : Narciso Yepes, guitariste espagnol († 3 mai 1997).
- 24 novembre :
  - Emma Lou Diemer, pianiste, compositrice et musicologue américaine († 2 juin 2024).
  - Alfredo Kraus, ténor espagnol († 10 septembre 1999).
- 26 novembre : Hildegard Hillebrecht, cantatrice soprano allemande.
- 30 novembre : Joachim Havard de la Montagne, compositeur, organiste et chef de chœur français († 1er octobre 2003).
- 5 décembre : Guy Morançon, compositeur français.
- 6 décembre : Jacques Bondon, compositeur français († 2 avril 2008).
- 7 décembre : Helen Watts, contralto galloise († 7 octobre 2009).
- 9 décembre : Pierre Henry, compositeur français de musique électroacoustique († 5 juillet 2017).
- 22 décembre : Sergio Fiorentino, pianiste et enseignant italien († 22 août 1998).
- 24 décembre : Teresa Stich-Randall, soprano américaine († 17 juillet 2007).

Date indéterminée
- Mario Bortolotto, critique musical italien.
- Yves Claoué, compositeur français († 2001).
- Guy Fallot, violoncelliste français († 25 juillet 2018).
- Bernard Gagnepain, historien et musicologue français.
- Henry Peyrottes, artiste lyrique français, baryton d'opéra († 22 octobre 2012).
- George Balch Wilson, compositeur américain.

## Décès

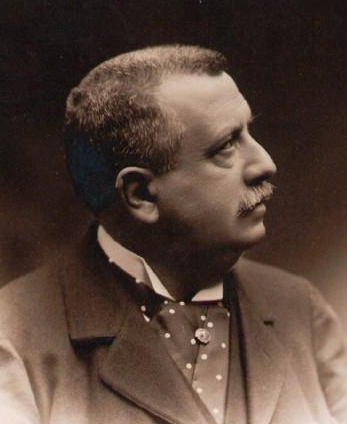
Edmond Duvernoy

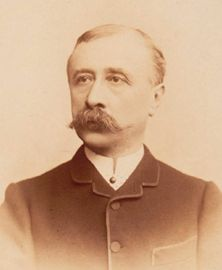
Paul Lacombe

- 12 janvier : Edmond Duvernoy, baryton français (° 16 juin 1844).
- 15 janvier : Julien Koszul, compositeur et organiste français (° 4 décembre 1844).
- 10 février : Laura Netzel, compositrice, pianiste, chef d'orchestre suédoise (° 1er mars 1839)
- 19 février : Robert Fuchs, compositeur autrichien (° 15 février 1847).
- 23 février : Sveinbjörn Sveinbjörnsson, compositeur islandais (° 28 juin 1847).
- 4 mars : Romain-Octave Pelletier, pianiste, organiste, compositeur, parolier, conférencier et pédagogue québécois (° 9 septembre 1843).
- 31 mars : Edward Lloyd, ténor britannique (° 7 mars 1845).
- 2 juin : Friedrich Hegar, compositeur, chef d'orchestre et violoniste suisse (° 11 octobre 1841).
- 4 juin : Paul Lacombe, compositeur français (° 11 juillet 1837).
- 4 juillet : Elisabeth Meyer, compositrice danoise (° 19 juillet 1859).
- 17 juillet : Luise Adolpha Le Beau, pianiste et compositrice allemande (° 25 avril 1850).
- 18 juillet : Pierre-Émile Engel, ténor français (° 15 février 1847).
- 21 juillet : 
  - Henriette Fuchs, fondatrice des concerts Concordia et critique musicale
  - Louis Payen, librettiste français (° 13 décembre 1875).
- 13 août : Hermann Abert, musicologue allemand (° 25 mars 1871).
- 3 septembre : Max Eschig, éditeur de musique français d'origine tchèque (° 27 mai 1872).
- 14 septembre : Isadora Duncan, danseuse américaine (° 26 mai 1877).
- 8 octobre : Ange Flégier, compositeur français (° 25 février 1846).
- 31 octobre : James Kwast, pianiste et pédagogue néerlandais (° 23 novembre 1852).
- 4 novembre : Ole Olsen, compositeur, organiste, chef d'orchestre et tromboniste norvégien (° 4 juillet 1850).
- 20 novembre : Wilhelm Stenhammar, compositeur, pianiste et chef d'orchestre suédois (° 7 février 1871).
- 30 novembre : Célanie Carissan, compositrice et romancière française (° 13 février 1843).
- 5 décembre : Richard Eilenberg, compositeur allemand (° 13 janvier 1848).
- 24 décembre : Helmer Alexandersson, compositeur suédois (° 16 novembre 1886).

Date indéterminée
- Laura Sedgwick Collins, musicienne, compositrice et actrice américaine (° 1859).
- Mily-Meyer, soprano française (° 1852).